# Fast egendom
Fast egendom är jord. Fast egendom indelas i fastigheter. Fastighetsindelning är i huvudsak resultat av fastighetsbildning. Gräns som blivit lagligen bestämd har den sträckning som utmärkts på marken. Har gräns ej blivit lagligen bestämd, gäller de rå och rör eller andra märken som av ålder ansetts utmärka gränsen. Nationaliteten hos fast egendom är knuten till nationens geografiska territorium, oavsett vem som innehar egendomen med äganderätt. Över fastigheterna förs fastighetsregister, så kallad fastighetsbok.

## Egenskaper hos fastigheter

### Orrörlighet
Fastigheter är orörliga. Ägare kan inte flytta sin mark till en mer fördelaktig plats, till exempel en annan stad, för att sälja den. Därmed påverkar tomtens fasta placering dess värde direkt och är en viktig faktor som bestämmer det.

### Yttre faktorer
Förändringar som sker i närheten påverkar direkt fastighetens värde. Fastigheter påverkas av yttre faktorer på grund av sin orörlighet. Yttre faktorer som inte är relaterade till fastigheten påverkar dess värde, till exempel buller som skapas av grannar och byggarbetsplatser.

### Utveckling
Placeringen av önskvärda resurser kommer att dra uppmärksamhet till läget. Naturliga sevärdheter i området inkluderar vattenförsörjning, klimat, jordens bördighet, kustlinje och mineralfyndigheter. När området utvecklas kring sådana naturresurser blir dessa förändringar komponenter att uppmärksamma vid bestämning av markanvändning och fastighetsvärde.

### Identifiering av fastigheter
För att ha något värde måste ett anspråk på en fastighet åtföljas av en verifierbar och laglig beskrivning av fastigheten. Sådan beskrivning använder vanligtvis naturliga eller konstgjorda gränser, såsom havskuster, floder, bäckar, bergsryggar, sjöstränder, motorvägar, vägar och järnvägsspår eller specifikt upprättade markörer som stenpyramider, geodetiska stolpar, järnpinnar eller rör, betongminnesmärken, staket, officiella statliga geodetiska märken (till exempel upprättade av den Nationella Geodetiska Tjänsten) och så vidare. I många fall hänvisar beskrivningen till en eller flera tomter på en karta, fastighetsgränskarta som lagras i statliga arkiv.

## Lagstiftningen i Sverige

### Indelning i fastigheter
Av Jordabalkens första paragraf framgår att jord är indelad i fastigheter, som är avgränsade horisontellt eller både horisontellt och vertikalt. Med andra ord kan en fastighet vara antingen en yta mark med tillhörande obestämt utrymme över och under jord, eller en tredimensionellt avgränsad volym, till exempel ett visst utrymme i marken eller i en byggnad – ovan eller under jord.
Med jord menas all mark oavsett vad jordmånen består av. Enligt förarbetena kan jord även vara till exempel vattentäckta områden.

### Fast och lös egendom
Fast egendom skiljs från lös egendom, vilken helt enkelt är egendom som inte är fast egendom eller tillbehör till fast egendom. Om någonting är fast eller lös egendom är viktigt ur juridisk och skattemässig synvinkel. I jordabalken föreskrivs exempelvis att ett avtal om köp av fast egendom måste ske skriftligt. Särskilda regler gäller även vid byte och gåva av fastighet.

### Fotnoter
1. ↑  1 kap. 1 § Jordabalken (1970:994)
2. ↑  ”Why Location Is Important In Real Estate”. devtracoplus.com. https://devtracoplus.com/news/why-location-is-important-in-real-estate/. Läst 6 mars 2025.
3. ↑  ”How to Buy Land to Build a House”. realestate.usnews.com. https://realestate.usnews.com/real-estate/articles/the-guide-for-buying-land-building-a-house-or-buying-new-construction. Läst 6 mars 2025.
4. ↑  ”What Is A Land Lease?”. www.forbes.com. https://www.forbes.com/advisor/mortgages/what-is-a-land-lease/. Läst 6 mars 2025.
5. ↑  ”External Factors, Housing Values And Rents: Evidence From Survey Data”. www.econstor.eu. https://www.econstor.eu/bitstream/10419/114780/1/ERSA2000_087.pdf. Läst 6 mars 2025.
6. ↑  ”Things That Make A Home Unsellable According To Real Estate Agents”. homeguideguru.com. https://homeguideguru.com/things-that-make-a-home-unsellable-according-to-real-estate-agents/. Läst 6 mars 2025.
7. ↑  ”What is Real Estate? Meaning, Types, Characteristics”. www.sobha.com. https://www.sobha.com/blog/what-is-real-estate-and-its-types/. Läst 6 mars 2025.
8. ↑  ”What Is Real Property?”. www.investopedia.com. https://www.investopedia.com/terms/r/real-property.asp. Läst 6 mars 2025.
9. ↑  ”How To Prepare Your Home for Sale in New Jersey”. heliosbuysnj.com. https://heliosbuysnj.com/simple-guide-to-prepare-your-home-for-sale-in-nj/. Läst 6 mars 2025.
10. ↑  ”Attachment of Property: interesting facts you must know about”. blog.ipleaders.in. https://blog.ipleaders.in/attachment-of-property-interesting-facts-you-must-know-about/. Läst 6 mars 2025.
11. ↑  ”Real property and Personal Property”. www.idealproperty.com. https://www.idealproperty.com/smart-blog/25-real-property-and-personal-property.html. Läst 6 mars 2025.
12. ↑  4 kap. 1 § Jordabalken (1970:994)